# 网鳚
网鳚（学名：Dictyosoma burgeri），又名黑體網鳚，为锦鳚科网鳚属的鱼类。在中国，分布于黄海、渤海等海域。